# Павлов, Александр Александрович
Александр Александрович Павлов (11 июля 1867 — 7 декабря 1935) — русский военачальник, генерал-лейтенант. Участник похода в Китай 1900—1901 годов, русско-японской войны 1904—1905 годов, первой мировой войны и гражданской войны в России.

## Биография

### Начало службы
Из дворян Волынской губернии. Сын генерал-лейтенанта, начальника Киевского жандармского управления Павлова Александра Спиридоновича. Образование получил в Киевском Владимирском кадетском корпусе. На службу поступил 1 октября 1885 года.
Окончил Николаевское кавалерийское училище (1887). Выпущен корнетом гвардии (7 августа 1887 года) в лейб-гвардии Гусарский Его Величества полк (1887—1900). Поручик гвардии (30 августа 1891). Штабс-ротмистр гвардии (30 августа 1892). Ротмистр гвардии (11 апреля 1897).

### Китайская кампания 1900—1901 гг.
Во время китайской кампании 1900—1901 годов состоял в распоряжении командующего войсками Забайкальской области.
Произведён в подполковники 3 августа 1900 года.
Принял участие в знаменитом кавалерийском рейде генерала Ренненкампфа. 25 августа 1900 года отряд подполковника Павлова выступил в качестве передового отряда к месту слияния рек Нонни и Сунгари. За два дня было пройдено 180 вёрст. Вслед за ним двинулись главные силы отряда Ренненкампфа. 8 сентября авангардный отряд под командованием Павлова в составе 2-й и 3-й сотни 1-го Нерчинского полка и 6-й сотни амурцев с двумя орудиями 2-й Забайкальской батареи, в три дня сделал переход в 300 вёрст, переправившись при слиянии рек Нонни и Сунгари, и занял город Куаченцзы.
10 сентября Ренненкампф с 6-й амурской и 2-й нерчинской сотнями вошёл в Гирин, другие части его отряда отдельными колоннами двинулись на Императорский тракт между Гирином и Мукденом, и 15 сентября собрались в селении Дагушань.
18 сентября Ренненкампф с 1-й нерчинской и 4-й амурской сотнями при одном орудии 2-й Забайкальской казачьей батареи выступил из Дагушана для занятия городов Телина и Мукдена. 23 сентября Павлов вместе с генералом Ренненкампфом вошли в Телин, где простояли до 10 октября. Павлов был назначен начальником гарнизона Телина.
14 октября конная колонна во главе с генералом Ренненкампфом выступила по направлению на Манпашан, во владения князя Хандегю (Хантендю), поддержавшего восстание и объединившего под свои знамёна отступившие из Гирина и Хунчуна китайские регулярные войска и отряды восставших.
15 октября 1900 года отряд шёл в походной колонне, но у селения Удядзя внезапно попал под залповый огонь. Передовая 2-я нерчинская сотня смешалась, положение спас подполковник Павлов, выскочивший вперёд и увлёкший за собой казаков, тем временем амурцы справа обошли китайцев и обрушились на них с тыла.
При штурме Манпашана Павлов командовал левым флангом (5-я сотня амурцев).
Полковник (25 декабря 1902; за отличие).
Служил в 26-м драгунском Бугском полку (на 1 мая 1903).
Командир 1-го Нерчинского полка Забайкальского казачьего войска (10 мая 1903 — 4 сентября 1907).
Как отмечает генерал П. Н. Врангель,

«Нерчинский казачий полк отличался и до войны прекрасным офицерским составом. Полком долго командовал полковник Павлов, б. Лейб-Гусар, оставивший родной полк в начале японской войны и после кампании продолжавший службу на Дальнем Востоке…

Блестящий офицер, выдающийся спортсмен и знаток лошади полковник Павлов сумел, командуя Нерчинским казачьим полком, в суровых условиях и на далекой окраине, поднять полк на исключительную высоту. Горячий сторонник чистокровной лошади, полковник Павлов сумел акклиматизировать чистокровного коня и в суровом климате Сибири. Он посадил всех офицеров полка на чистокровных лошадей, завел офицерскую скаковую конюшню и за последние перед войной годы ряд офицерских скачек на петроградском ипподроме был выигран
офицерами полка на лошадях полковой конюшни. Высоко поддерживая уровень строевой службы, полковник Павлов требовал от офицеров и соответствующих моральных качеств, тщательно подбирая состав полка.»

### Русско-японская война
В начале русско-японской войны 1904—1905 годов, возглавляемый им Нерчинский полк, войдя в состав отдельного отряда, направился в северные районы Кореи и выдержал бой с японцами под Вонсаном.

«В мирное время расквартированным в Сибири полком командовал полковник Павлов, известный мастер стипльчеза и богач, за свой счёт покупавший офицерам английских лошадей, предварительно приученных к сорокаградусным сибирским морозам. Один из офицеров полка выиграл большой императорский стипльчез и получил самый почётный спортивный трофей в русской армии. Спортивная слава способствовала притоку в полк молодых офицеров…»
— Барон А. П. Врангель. Доверие воспоминаний. — в книге: Бароны Врангели. Воспоминания. — М.: ЗАО Центрполиграф, 2006. С. 343
Командир лейб-гвардии Уланского полка (4 сентября 1907 — 10 марта 1910). Генерал-майор (4 сентября 1907; за отличие). В Свите Его Величества (1909—1914).
С 21 июля 1914 года в распоряжении командующего войсками Киевского ВО.

### Первая мировая война
В начале войны выполнял ответственные поручения по руководству различными кавалерийскими формированиями.
Зачислен по Донскому казачьему войску и оставлен по гвардейской кавалерии (24 сентября 1914).
За бой 10 августа 1914 года у села Джуриным (у города Бучач) награждён орденом Святого Георгия 4-й степени (7 октября 1914).
После успешных боев у Городка и Миколаева в Галиции (в составе 8-й армии генерала Брусилова), 24 сентября 1914 года произведён в генерал-лейтенанты и назначен начальником 2-й сводной казачьей дивизии (24 сентября 1914 — 10 сентября 1915), награждён Георгиевским оружием (ВП 28 сентября 1914)

«за бои 11-го Сентября, когда атаковал у перевала Ужок отряд из трех родов оружия, разбил этот отряд и отбросил к югу, захватив 5 орудий, затем, будучи подкреплен пехотою, удержался на перевале против превосходных сил противника»

и орденом св. Георгия 4-й степени

«за то, что в бою 10-го Августа под с. Джуриным, лично предводительствуя своим отрядом, одержал над неприятелем значительно превышавшим его в силах, полную победу. последствием которой было решительное поражение кавалерии противника»

С 10 сентября 1915 года в распоряжении Главнокомандующего армиями Северного фронта.
С 17 ноября 1915 года командир 6-го кавалерийского корпуса.
С 25 апреля 1917 года командир Кавказского кавалерийского корпуса (сменил генерала Н. Н. Баратова), командующий экспедиционным корпусом в Персии (25 апреля 1917 — 7 июня 1917).

… он скоро был отчислен от должности, по настоянию комитетов, за контрреволюционность.
— Шкуро А. Г. Записки белого партизана. — М.: ООО «Издательство ACT»: 000 «Транзиткнига», 2004. С. 77
7 июня 1917 года вновь сдал командование Баратову и был зачислен в распоряжение Верховного Главнокомандующего.
С 20 сентября 1917 года в резерве чинов при штабе Киевского ВО.

### Послереволюционная служба

#### Во главе Астраханской армии
В 1918 году проживал в Киеве, однако отказался принять должность в формируемой Украинской армии гетмана П. П. Скоропадского, которого хорошо знал по совместной службе в Гвардии. Когда по инициативе генерала П. Н. Краснова началась организация Астраханской армии, формирование которой обеспечивалось германскими оккупационными войсками, Павлову было предложено занять должность командующего.
20 июля 1918 года граф Ф. А. Келлер писал генералу М. А. Алексееву:

«По дошедшим до меня сведениям, кандидатами на формирование и командование этой армии или отрядом немцы называли Ген[ералов] Залесского, Павлова и меня. Генерал Залесский известен всем как слишком ярый поклонник немцев и поэтому был нежелателен им, я, хотя известен как определенный монархист, но из людей непокладистых, который на немецких помочах не пойдет, да к тому же и открытый противник немецкой ориентации, пришлось немцам остановиться на Павлове, как на определенном монархисте, но человеке, не привыкшем к работе и таком, которого легко обойти. Его к вам и прислали.»

В июле 1918 года Павлов был в расположении Добровольческой армии, где имел беседы с генералами М.В. Алексеевым, А.И. Деникиным и И.П. Романовским.
Генерал А. И. Деникин пишет:

«Павлов побывал у меня в Тихорецкой, осведомился об отрицательном отношении моем к новому формированию, но должность принял».

Уже в июле-августе 1918 года двухсотенный Астраханский казачий дивизион участвовал в боевых действиях в составе различных донских соединений. К концу августа 1918 года были сформированы конная (из казаков и калмыков) и пехотная (из офицеров) бригады. В сентябре-октябре 1918 года они использовались командованием Донской армии в боевых действиях в Сальских степях, принимали участие во втором наступлении Донской армии на Царицын.
Когда германские власти отказали в поддержке, 7 сентября 1918 года генерал Павлов был среди тех, кто подписал договор между командованием Астраханской армии и Киевским «Советом монархического блока», обещавшим материальную поддержку.
В середине сентября, после завершения переговоров с киевскими монархистами, Павлов официально вступил в должность командующего Астраханской армией и Астраханским корпусом.
С капитуляцией Германии в первой мировой войне денежный поток от немцев окончательно прекратился. Скоро выяснилось, что киевские монархисты не обладают достаточными материальными средствами для содержания Астраханской армии, поэтому с начала осени она начала испытывать острую нехватку всего, что в итоге поставило вопрос о её дальнейшем существовании.
30 сентября 1918 года киевские монархисты и руководство астраханцев заключили с генералом Красновым договор, по которому Астраханская армия передавалась под командование Донского атамана.
Войсковое правительство было частично реорганизовано в астраханское краевое правительство во главе с Криштафовичем, управляющим Военным и Морским отделом правительства (военным министром) стал генерал Павлов.
В сентябре-октябре 1918 года созданный из частей Астраханской армии Особый отряд (он же Северный, он же Царицынский) принимал участие во втором наступлении Донской армии на Царицын. В октябре 1918 года эти части Астраханской армии были разбиты в районе Чапурники — Сарепта (под Царицыным) «стальной дивизией» Д. П. Жлобы, неожиданно вышедшей 2 октября в тыл астраханским частям, причём погиб командир отряда генерал М. Демьянов и попал в плен его штаб. После разгрома Астраханского отряда донские войска Северо-Восточного фронта, которым командовал генерал К. К. Мамонтов, оказались под угрозой окружения и вынуждены были отступить из-под Царицына. Инициатива с краевым правительством, как неуместная в сложившейся ситуации, была свернута.
В октябре-ноябре 1918 года по соглашению между Красновым и астраханским правительством, из находившихся под командованием Павлова остатков астраханских частей, пополненных калмыками и иногородними Донского войска, был сформирован Астраханский корпус (3000-4000 штыков и шашек) Особой Южной армии, влитый вскоре в Донскую армию (приказом от 31 октября 1918). Во главе Астраханского корпуса был поставлен донской генерал В. Т. Чумаков. В начале ноября вновь сформированный Астраханский корпус, выросший до 4 тыс. человек (3 тыс. штыков и 1 тыс. шашек), был введён в бой на правом фланге Донской армии. 30 ноября Чумаков «по болезни» ушёл с занимаемой должности, и с 1 декабря 1918 года до упразднения корпуса им снова командовал генерал Павлов. Весь период своего существования корпус успешно оборонял границы Донского войска от красных частей в Сальских и Манычских степях, выполняя роль Юго-Восточного фронта Донской армии, и штаб Астраханского корпуса, находившийся в станице Великокняжеской, являлся одновременно штабом Юго-Восточного фронта. В конце декабря 1918 года, по соглашению с генералом А. И. Деникиным, корпус был формально передан в Добровольческую армию, хотя фактически до конца февраля 1919 года продолжал входить в состав Донской армии и участвовать в боях на её правом фланге. 1 марта 1919 года остатки Астраханского корпуса были включены в состав Добровольческой армии, в группу войск генерала А. П. Кутепова, действующую в том же районе, и отведены в тыл на отдых и переформирование, а сам Павлов с 21 марта 1919 года был назначен в распоряжение атамана Всевеликого Войска Донского, затем в распоряжении главнокомандующего ВСЮР.

#### Во главе 4-го Донского корпуса и конной группы
После отстранения Деникиным в декабре 1919 года от командования 4-м Донским корпусом, генерал К. К. Мамонтов номинально продолжал оставаться командиром 4-го Донского казачьего корпуса, так как в сентябре 1919 года 4-й Донской корпус был уже передан из Добровольческой армии в Донскую армию. 10 января 1920 года Мамонтов выехал в Екатеринодар на заседание Верховного круга Дона, Кубани и Терека, в пути заболевает тифом и 1 февраля 1920 года умирает. На момент отъезда Мамонтова генерал Павлов назначается командиром 4-го Донского казачьего корпуса (январь — февраль 1920) (к 1 (14) февраля в составе корпуса числилось 9179 шашек, 21 орудие и 123 пулемёта). С назначением Павлова командиром 4-го Донского корпуса вернулся на прежнюю должность помощника командира корпуса генерал-лейтенант И. Д. Попов.
15—16 января 1920 года 4-й конный корпус генерала Павлова нанёс сильный удар по 1-й конной армии С. М. Буденного под Ростовом и отбросил её за Дон, захватив 40 орудий.
26 января Деникин отдал директиву о переходе в общее наступление северной группы армий с нанесением главного удара в новочеркасском направлении и захватом с двух сторон Ростово-Новочеркасского плацдарма.
Советское командование, потеряв надежду опрокинуть фронт с северо-востока, перенесло удар ещё восточнее, в направлении от Великокняжеской на Тихорецкую. В связи с переброской 1-й Конной армии Буденного на Верхний Маныч и её наступлением в направлении Торговая — Тихорецкая командование Донской армии в феврале 1920 года сформировало ударную конную группу (10-12 тысяч) в составе 4-го Донского корпуса (9-я и 10-я конные казачьи дивизии) и конных частей 2-го Донского корпуса генерала П. И. Коновалова (4-я Донская конная дивизия и 15-я конная бригада), поручив общее командование командиру 4-го Донского корпуса генералу Павлову.
Согласно приказу командующего Донской армии генерала В. И. Сидорина, генерал Павлов должен был со своей конной группой выйти на Средний Маныч во фланг и тыл армии Буденного и, совместно с 1-м корпусом, разбить её в районе Торговой.
3 февраля 1920 года генерал Павлов разбил на Маныче в районе хутора Весёлый конный корпус Б. М. Думенко, взяв 700 пленных и 65 пулемётов, и двинулся по нижнему Манычу на станцию Торговая.
4-го февраля, двигаясь тремя колоннами, всё далее на юго-восток в направлении на Шаблиевку — Торговую, передовые части 4-го Конного корпуса генерала Павлова в долине р. Мокрой Кугульты неожиданно натолкнулись на прорвавшиеся на левый берег Маныча большевистские части — конную дивизию Г. Д. Гая и 1-ю Донскую (Хопёрскую) красную дивизию. Произошёл короткий бой. Красные были разбиты наголову. В этот же день 14-я конная Донская бригада в долине р. Юлы наголову разбила 28-ю стрелковую дивизию красных, взяв 300 пленных вместе с начальником дивизии В. М. Азиным. Эта дивизия как повествуют сами большевики, «была окружена превосходными конными силами противника, в открытом поле и, несмотря на героический бой частей дивизии, была почти целиком уничтожена в упорном бою. 28-я дивизия вышла из боя в составе лишь 160 штыков и 174 сабель. Погиб почти весь её командный состав».
Вопреки советам своих подчинённых, настаивавших на движении по правому населённому берегу, генерал Павлов, в соответствии с приказом командующего армией генерала Сидорина, двинулся по левому безлюдному берегу Маныча в направлении станицы Торговой, уже оставленной кубанцами. Углубившись со своей группой (первоначально около 10 000 сабель) в открытую ледяную степь и при наступившем двадцатипятиградусном морозе и сильнейшем ветре потерял почти половину своего состава замёрзшими, обмороженными (обморожение получил, в том числе, и сам Павлов
;значительная часть замёрзла насмерть во время перехода прямо в сёдлах), больными и отставшими. В результате атаки конной группы на станицу Торговая в ночь с 5 на 6 февраля были отбиты фланговым ударом красной 1-й конной армии (15 000 сабель) и генерал Павлов был вынужден отвести свою группу в район станицы Егорлыкской.

«Этот форсированный марш был одной из важнейших причин, погубивших конную группу. Стояли жестокие морозы и метели; донские степи по левому берегу Маныча, которым решил идти Павлов, были безлюдны; редкие хутора и зимовники не могли дать крова и обогреть такую массу людей. Страшно изнуренная, потерявшая без боя почти половину своего состава замерзшими, обмороженными, больными и отставшими, угнетенная морально, конница Павлова к 5 февраля подошла в район Торговой. Попытка захватить этот пункт не удалась, и генерал Павлов отвел свой отряд в район станицы Егорлыкской — села Лежанки.
6 февраля главные силы Буденного сосредоточились в селе Лопанке. Противники стояли друг против друга, разделенные расстоянием в 12 верст, — оба не доверяя своим силам, оба в колебании, опасаясь испытывать судьбу завязкой решительного боя…».
— Деникин А. И. Очерки Русской Смуты. Вооруженные силы Юга России.

«7-го февраля добровольцы заняли Ростов. Сегодня, 8-го, томительное и мучительное ожидание того, что сделает Павлов со своей конницей. Штаб его перешел в Тихорецкую. Тихорецкая забита до крайности».
— Махров П. С. В Белой армии генерала Деникина: Записки начальника штаба главнокомандующего Вооруженными силами Юга России.
Главные силы 1-й советской Конной армии и части 10-й, выставив заслон против генерала Павлова, повернули на юго-запад против 1-го Кубанского корпуса генерала В. В. Крыжановского, полностью разбив его под Белой Глиной 6 — 9 февраля. 10 февраля Ставка главнокомандующего ВСЮР из Тихорецкой переведена в Екатеринодар. Командование белых, не зная ещё об этом разгроме, решило ударить в тыл советской 1-й Конной армии и группе М. Д. Великанова. 10 февраля части конной группы генерала Павлова из района станицы Егорлыкской перешли в наступление на северный заслон войск Буденного, занимавших Средний Егорлык. 11 февраля, отбросив правофланговый заслон 1-й Конной армии, они овладели станицей Среднеегорлыкская.
12 февраля Павлов, считая, что красные войска двигаются на Тихорецкую, где ранее находилась Ставка, начал перемещение на станицу Белая Глина, чтобы выйти им в тыл. В это время по приказу командующего Кавказским фронтом М. Н. Тухачевского части 1-й Конной армии и группа Великанова начали двигаться на север в целях разгрома группы Павлова в районе станиц Среднеегорлыкская и Егорлыкская. 12 февраля конная группа генерала Павлова, усиленная корпусом с севера, атаковала конницу Буденного у Горькой Балки и после тяжелого боя, потеряв большую часть своей артиллерии, отошла на север.
В результате конная группа генерала Павлова была почти полностью разгромлена. После Егорлыкского сражения, учитывая, что под Белой Глиной такая же участь постигла 1-й Кубанский корпус генерала Крыжановского, казачья конница ВСЮР фактически перестала существовать как угроза для конных армий и корпусов советской армии.
На другой день после боя, 13 февраля, простояв полдня в колоннах у станицы Егорлыкской, вся конная группа, блуждая до вечера в степи, в холод и вьюгу, отошла на ночлег в Кугаевские хутора. При большой скученности, люди мёрзли под открытым небом, пытаясь согреться в скирдах соломы, так как огонь было запрещено разводить. 15 февраля конная группа выступила с места ночлега и к вечеру вошла в соприкосновение с противником у хуторов Иловайских, где в сумерках завязался бой спешенных частей, длившийся до рассвета, переходящий в рукопашные схватки. Командование конной группой к тому времени уже почти совсем потеряло связь с частями.
Неудача правого фланга белого фронта и выход крупной массы конницы противника в тыл предопределили дальнейший ход событий. 16 февраля был оставлен Ростов и начат общий отход белого фронта. 17 февраля генерал Сидорин отвёл войска Северного фронта за реку Кагальник, но части не остановились на этой линии и под давлением противника продолжили отходить дальше, началось безудержное отступление. 18 февраля в районе сёл Грязнуха — Среднеегорлыцкой части конной группы Павлова предприняли ряд конных атак, сводившихся к стремлению обоих противников охватить фланги. Из-за отсутствия общего руководства, общей растерянности и неорганизованности бои не дали никакого результата. 19 февраля конная группа Павлова перешла реку Кутасю и начала отход на Кубань к Екатеринодару. Начавшаяся около 20 февраля оттепель превратила чернозёмную почву в труднопроходимую грязь и болота. 27 февраля, после боя у переправы Бейсуг, конная группа отошла на станицу Березанская, где узнала об отзыве генерала Павлова.
В конце февраля, как пишет генерал Деникин:

«донские командиры, собравши совет, низвергли командующего конной группы генерала Павлова — не казака и поставили на его место донца — генерала А. С. Секретева. От этого положение не улучшилось, но самый факт самоуправства являлся грозным симптомом развала на верхах военной иерархии: Генерал Сидорин вынужден был признать этот самоуправный акт, потому что и у него не было уже в то время ни сил, ни власти и он попал в полную зависимость от подчиненных ему генералов».

«…Настроение казаков по возвращении было просто опасным и к ген. Павлову открыто враждебным. На военном совете старших начальников, названном впоследствии „бунтом Донских генералов“, последние предложили (посоветовали) генералу Павлову, ввиду создавшегося положения, сложить командование.
Генерал Павлов уступил, и командование принял популярный среди рядовых казаков ген. Секретев».
— Записка начдива 1-й Донской ген. Дьякова
Командующему армией генералу Сидорину пришлось лишь санкционировать решение своих подчинённых.
Командование 4-м Донским корпусом было передано 27 февраля 1920 года помощнику командира корпуса Павлова генерал-лейтенанту И. Д. Попову, погибшему через несколько дней во время арьергардных боев 4-го Донского корпуса под Екатеринодаром.
В дальнейшем Павлов командных постов уже не занимал.

### Отставка и эмиграция
С конца февраля 1920 года Павлов в резерве чинов при Военном управлении.
В марте 1920 года генерал-лейтенант Павлов был уволен из армии.
С 13 мая 1920 года генерал для поручений при главнокомандующем ВСЮР.
19 сентября (2 октября) 1920 был назначен членом Кавалерской думы ордена Святителя Николая Чудотворца, учреждённого генералом П. Н. Врангелем 30 апреля (13 мая) 1920 того же года.
После эвакуации на пароходе «Константин» из Крыма эмигрировал в Константинополь, затем в Югославию. Служил в югославской армии. Умер в Земуне в 1935 году. Похоронен на Новом кладбище.

## Мнения и оценки
Начальник штаба ВСЮР П. С. Махров оставил в своих мемуарах такие строки о Павлове:

Мне приходилось встречаться с ним в 8-й армии генерала Брусилова во время войны 1914—1915 гг. Генерал Брусилов несколько раз хотел отстранить его от командования, так как Павлов не всегда выполнял поставленные перед ним задачи.

## В культуре
Трагедия конной группы Павлова отражена в картине художника Митрофана Грекова «Замерзшие казаки генерала Павлова».

## Награды
- орден Св. Анны 3-й степени с мечами и бантом (1901)
- орден Св. Станислава 2-й степени с мечами (1901)
- орден Св. Анны 2-й степени с мечами (1905)
- орден Св. Владимира 4-й степени с мечами и бантом (1906)
- орден Св. Владимира 3-й степени (1911)
- орден Св. Станислава 1-й степени (1913)
- орден Св. Георгия 4-й степени (07.10.1914) (за бой 10.08.1914 г. у села Джуриным)
- Георгиевское оружие (28.09.1914)

Иностранные:
- черногорский Орден Князя Даниила I 4-й степени (1889)
- австрийский орден Железной короны 3-го класса (1897).

### Документы. Биографические справочники.
- Залесский К. А. Кто был кто в Первой мировой войне. М., 2003
- Рутыч Н. Н. Биографический справочник высших чинов Добровольческой армии и Вооруженных Сил Юга России. М., 2002.
- Шмаглит Р. Г. Белое движение 900 биографий крупнейших представителей русского военного зарубежья. Изд.:Зебра-Е. 2006. ISBN 5-94663-202-7
- Список генералам по старшинству. Составлен по 1 января 1913 года. СПб., 1913
- Список генералам по старшинству. Составлен по 10 июля 1916 года. СПб., 1916

### Воспоминания и мемуары участников русско-японской и первой мировой войн
- Деникин А. И. Путь русского офицера. — Нью-Йорк: Изд. им. А. Чехова, 1953. — 382 с. (посмертное издание неоконченной автобиографической работы Деникина «Моя жизнь»); М.: Современник, 1991. — 299 с. — ISBN 5-270-01484-X.
- Маковкин А. Е. 1-й Нерчинский полк Забайкальского казачьего войска. — СПб.: Т-во Р. Голике и А. Вильборг, 1907.— 231 с. на сайте Руниверс в PDF и DjVu форматах
- Брусилов А. А. Мои воспоминания. — М.: Вече, 2013. — 288 с. — (Путь русского офицера). — 2500 экз. — ISBN 978-5-4444-0866-7.
- Нокс Альфред. Вместе с русской армией. Дневник военного атташе. 1914—1917.. — М.: Центрполиграф, 2014. — 671 с. — 2000 экз. — ISBN 978-5-9524-5112-4.
- Тихоцкий Е. Атака Австро-Венгерской Конницы на 2-ю Сводную Казачью Дивизию под м. Городок 4-17 августа 1914 г. — Белград, 1930

### Воспоминания и мемуары участников Белого движения в Гражданской войне
- Голубинцев А. В. Русская Вандея // Белое дело: Избранные произведения в 16 книгах. Кн. 9: Донская Вандея. — М., 2004.
- Голубинцев А. В. Казачья Вандея. — М.: Вече, 2012. — 2000 экз. — ISBN 5-905820-52-6.
- Деникин А. И. Очерки русской смуты. — М.: Айрис-пресс, 2006. — ISBN 5-8112-1890-7.
- Добрынин В. В. Борьба с большевизмом на юге России. Участие в борьбе Донского казачества. Февраль 1917 - Март 1920. — Прага: Славянское издательство, 1921.
- Калинин И. М. Русская Вандея. — Краснодар: Традиция, 2010. — 1500 экз. — ISBN 5-8903578-90-0 (ошибоч.).
- Махров П. С. В Белой армии генерала Деникина: Записки начальника штаба главнокомандующего Вооруженными силами Юга России. — СПб.: «Logos», 1994, 304 с. ISBN 5-87288-072-3
- Раковский Г. Н. В стане белых (От Орла до Новороссийска) Серия «Гражданская война на юге России» Константинополь: Пресса, 1920. VI, 342 с., 1 л. карт.
- Снесарев А.Е. Письма с фронта: 1914-1917. — М.: Кучково поле, Беркут, 2012. — 2000 экз. — ISBN 5-9950-0170-6.
- Уильямсон Хадлстон. Прощание с Доном. Гражданская война в России в дневниках британского офицера. 1919-1920. — М.: Центрполиграф, 2007. — ISBN 978-5-9524-2564-4.
- Шкуро А. Г. Записки белого партизана ISBN 5-17-025710-4 ISBN 5-9578-1185-8

### Воспоминания и мемуары участников Гражданской войны на стороне РККА
- Будённый С. М. Пройдённый путь. Книга первая. — М.: Воениздат, 1958.
- Городовиков О. И. В рядах Первой конной. — М.: Воениздат, 1939.
- Егоров А. И. Гражданская война в России: Разгром Деникина — М.: ООО «Издательство ACT», 2003. — 640 с. ISBN 5-17-015247-7
- Какурин Н. Е., Вацетис И. И. Гражданская война. 1918—1921 — СПб.: Полигон, 2002. 672 с. ISBN 5-89173-150-9
- Ковтюх Е. И. «Железный поток» в военном изложении. — Москва: Государственное военное изд-во, 1935.
- Майстрах Б. Маныч — Егорлыкская — Новороссийск. Государственное изд-во. Отдел военной литературы. Москва, Ленинград, 1928 г.
- Тюленев И. В. Первая Конная в боях за социалистическую родину. — М.: Воениздат, 1938 г. — 216 с.

### Исследования и научно-популярная литература
- Антропов О. О. Астраханское казачество. На переломе эпох. — М.: Вече, 2008. — 3000 экз. — ISBN 5-9533-2584-4.
- Гагкуев Р. Г. Белое движение на Юге России. Военное строительство, источники комплектования, социальный состав. 1917-1920 гг.. — М.: Содружество «Посев», 2012. — 1000 экз. — ISBN 978-5-9902820-3-2.
- Кардашов В. Ворошилов. — М.: Молодая гвардия, 1976. — 368 с. — (ЖЗЛ).
- Кисин Сергей. Деникин. Единая и неделимая. — М.: Феникс, 2011. — 413 с. — (След в истории). — 2500 экз. — ISBN 978-5-222-18400-4.
- Кручинин А. С. Генерал от кавалерии граф Ф. А. Келлер. / А. С. Кручинин // Белое движение: Исторические портреты — М.: Астрель, АСТ, 2011. — 1212,[4] с. ISBN 978-5-17-075015-3, ISBN 978-5-271-36636-9 — С. 297—365.
- Гражданская война в СССР: В 2-х т. Т.2./ Под ред. Н.Н. Азовцева.. — М.: Воениздат, 1980-1986.